# José Mercedes de Peralta y López del Corral
José Mercedes de Peralta y López del Corral (n. Cartago, Costa Rica, 26 de septiembre de 1792 - m. Cartago, Primer Imperio Mexicano, abril de 1822) fue un político costarricense, firmante del Acta de Independencia de Costa Rica.

## Datos familiares
Fue hijo de don José María de Peralta y La Vega, presidente de la Junta Superior Gubernativa de 1822 y del Congreso Provincial de 1823, y de doña Ana Benita de Nava López del Corral. 
Estando en Panamá por asuntos de negocios contrajo nupcias por poder con doña María Josefa Práxedes de Alvarado y Carazo (bautizada en Cartago el 21 de julio de 1804 y fallecida en Cartago el 8 de noviembre de 1884), hija de don Juan de Alvarado y Ocampo y doña Ana Josefa Carazo y Alvarado, hermana de don Nicolás Carazo y Alvarado. La boda se efectuó en Cartago el 30 de abril de 1819 y el novio fue representado por don Pedro José Carazo y Alvarado, tío materno de la contrayente. Hijas de este matrimonio fueron Dominga de las Mercedes Peralta y Alvarado, nacida en Cartago el 19 de diciembre de 1821 y María Francisca de Mercedes Peralta y Alvarado, póstuma, bautizada en Cartago el 3 de octubre de 1822, ambas fallecidas en la infancia.

## Actividad política
Fue procurador síndico de la ciudad de Cartago en 1820. En diciembre de 1820 fue elegido como alcalde segundo constitucional de la ciudad de Cartago para el año de 1821, cargo en cuyo ejercciio le correspondió firmar el 29 de octubre de 1821 el Acta de Independencia de Costa Rica.
En enero de 1822 fue elegidor suplente por Cartago. En ese mismo mes fue elegido como vocal de la Junta Superior Gubernativa de 1822, de la que también formaba parte su padre.Al poco tiempo enfermó de mucha gravedad y hubo de dejar de asistir a las sesiones de la Junta. Testó en Cartago el 9 de abril de 1822 y poco después falleció, a la temprana edad de 29 años. 
Su viuda contrajo nupcias con don Juan Félix Echeverría; se dedicó a la enseñanza en la ciudad de Cartago y entre sus alumnos estuvo el famoso diplomático Manuel María de Peralta y Alfaro, sobrino de su primer esposo.